# Centauro
Der Centauro (deutsch „Kentaur“) ist ein italienischer 8×8-Radpanzer, der in der ersten Version in den 1990er-Jahren in Dienst gestellt wurde. Das Nachfolgemodell Centauro 2 (oder Centauro II) wird seit 2019 produziert. Auf Basis dieser beiden Modelle wurden verschiedene Spezialfahrzeuge entwickelt.

## Entwicklung
Der Centauro wurde in den 1980er-Jahren vom Unternehmenskonsortium bestehend aus Iveco, Oto Melara und Fiat (Consorzio Iveco-Oto Melara – CIO) für das italienische Heer entwickelt.
Nach damaligen Planungen sollten sechs sehr mobile, ausschließlich mit Radfahrzeugen ausgestattete Brigaden in Nordwest-, Mittel- und Süditalien unter anderem mit 400 Centauros und Transportpanzern vom Typ Puma ausgerüstet werden und in diesen rückwärtigen Gebieten Raumverteidigungsaufgaben übernehmen. In den 1990er-Jahren wurden diese Pläne größtenteils aufgegeben. Mit den beschafften Centauros wurden Kavallerieregimenter (Panzeraufklärungsbataillone) ausgerüstet, die heute verschiedenen Brigaden zugeteilt sind und dort Raumsicherungs- und Aufklärungsaufgaben (reconnaissance in force – RIF) übernehmen.
Die Fahrzeuge haben sich bei etlichen Friedensmissionen im Ausland bewährt und gelten für solche Einsätze als gut geeignet. In der verlängerten Version B-1T (Hecktür) können diese Panzer einen 4-Mann-Aufklärungstrupp mitführen. Mittlerweile wurde auch die Schützenpanzerversion Centauro VBC entwickelt; andere Versionen sind vorgesehen.

## Technik

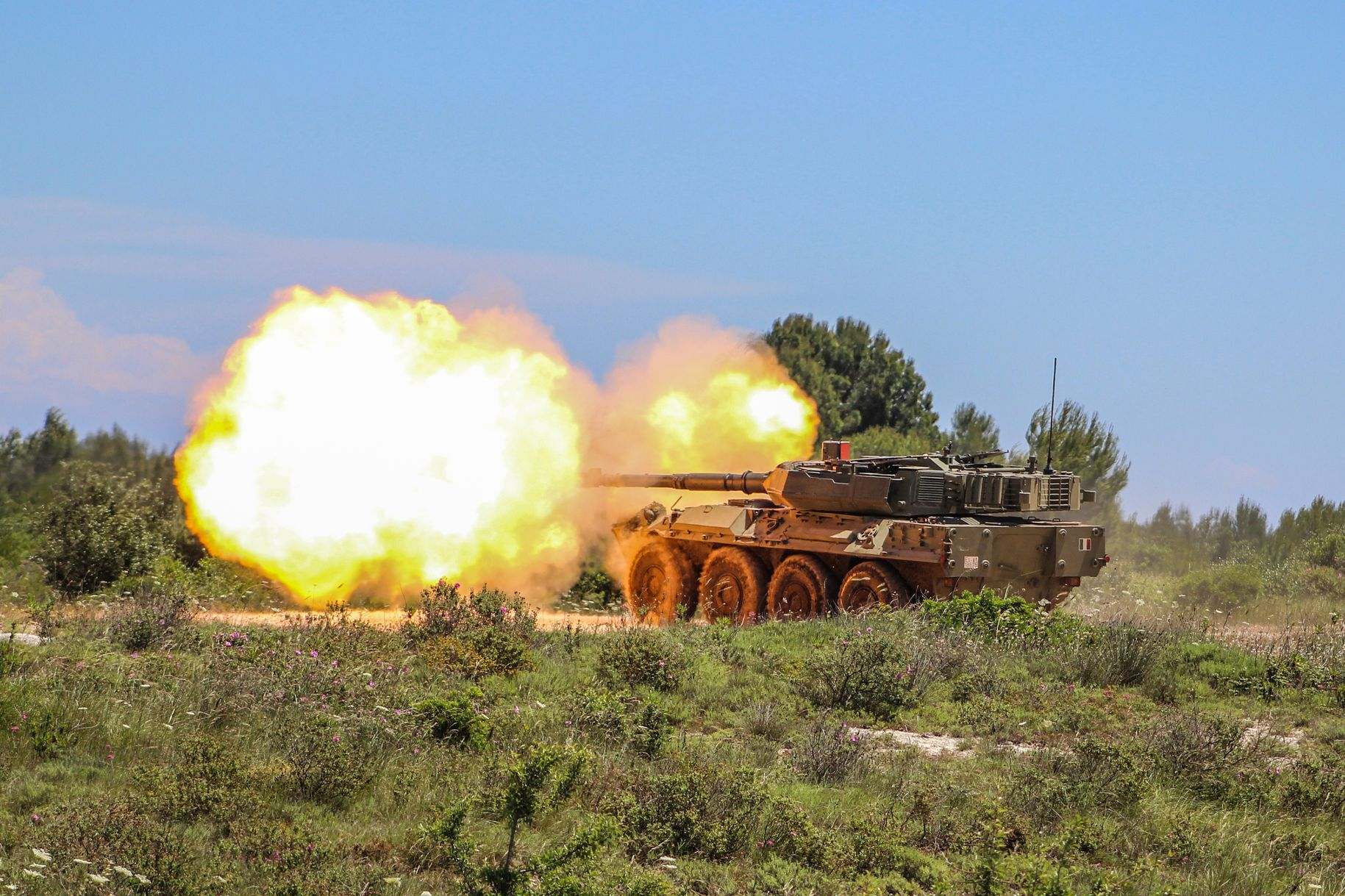
Centauro bei der Schussabgabe

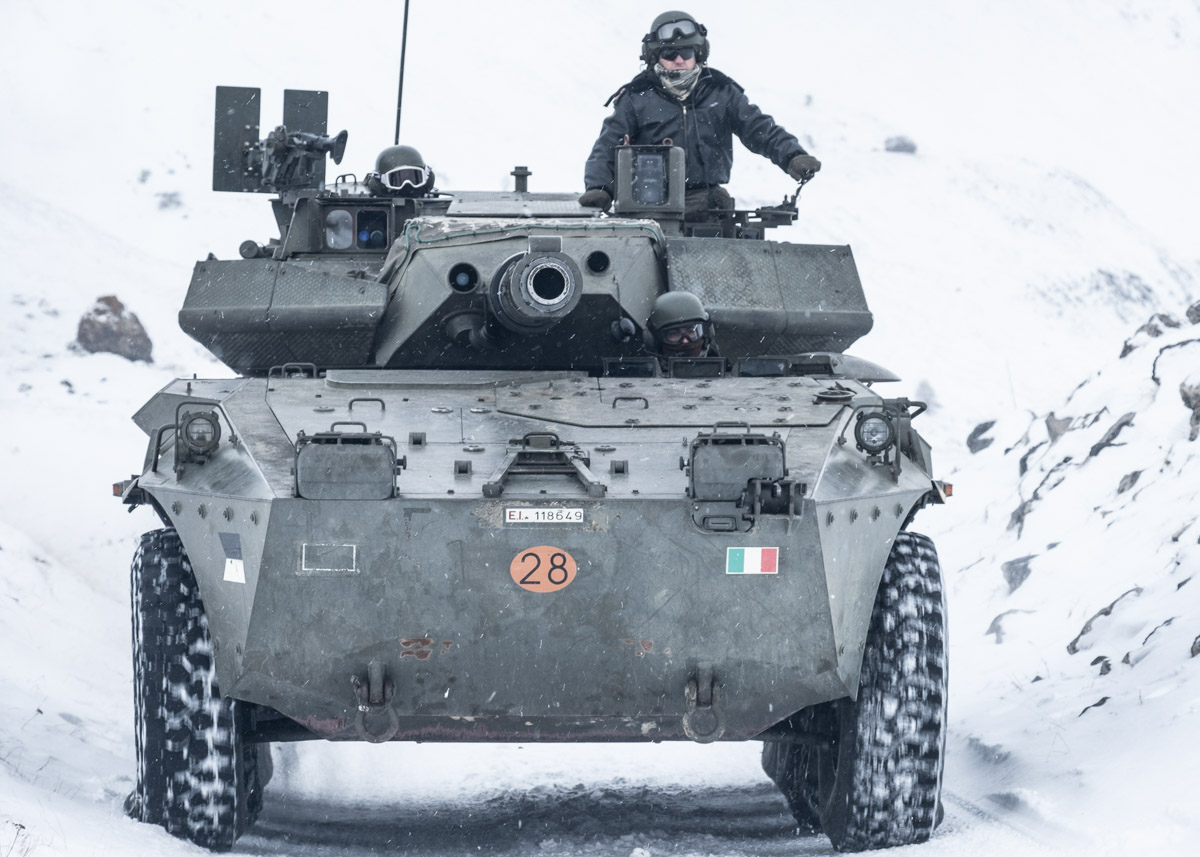
Centauro in der Frontansicht

Der Centauro verfügt dank seines 8×8-Radfahrwerks über eine beachtliche Geländefähigkeit. Das Fahrwerk erlaubt das Überschreiten von Gräben mit 1,20 m Breite. Gleichzeitig wird eine Wattiefe von 1,50 m erreicht. Diese Offroad-Eigenschaften werden auch dadurch begünstigt, dass die Räder in Einzelaufhängungen angebracht sind. Zudem verfügt der Centauro über eine zentrale Reifendruckregelanlage.
Die von Otobreda entwickelte 105-mm-Kanone ist unter Verwendung von APFSDS-Geschossen in der Lage, auf eine Kampfentfernung von 2000 m bis zu 700 mm RHA zu durchschlagen. Zielen und Entfernungsermittlung erfolgen über ein Laserzielgerät und eine gekoppelte Feuerleitanlage. Diese wurden vom Kampfpanzer Ariete übernommen.

## Versionen

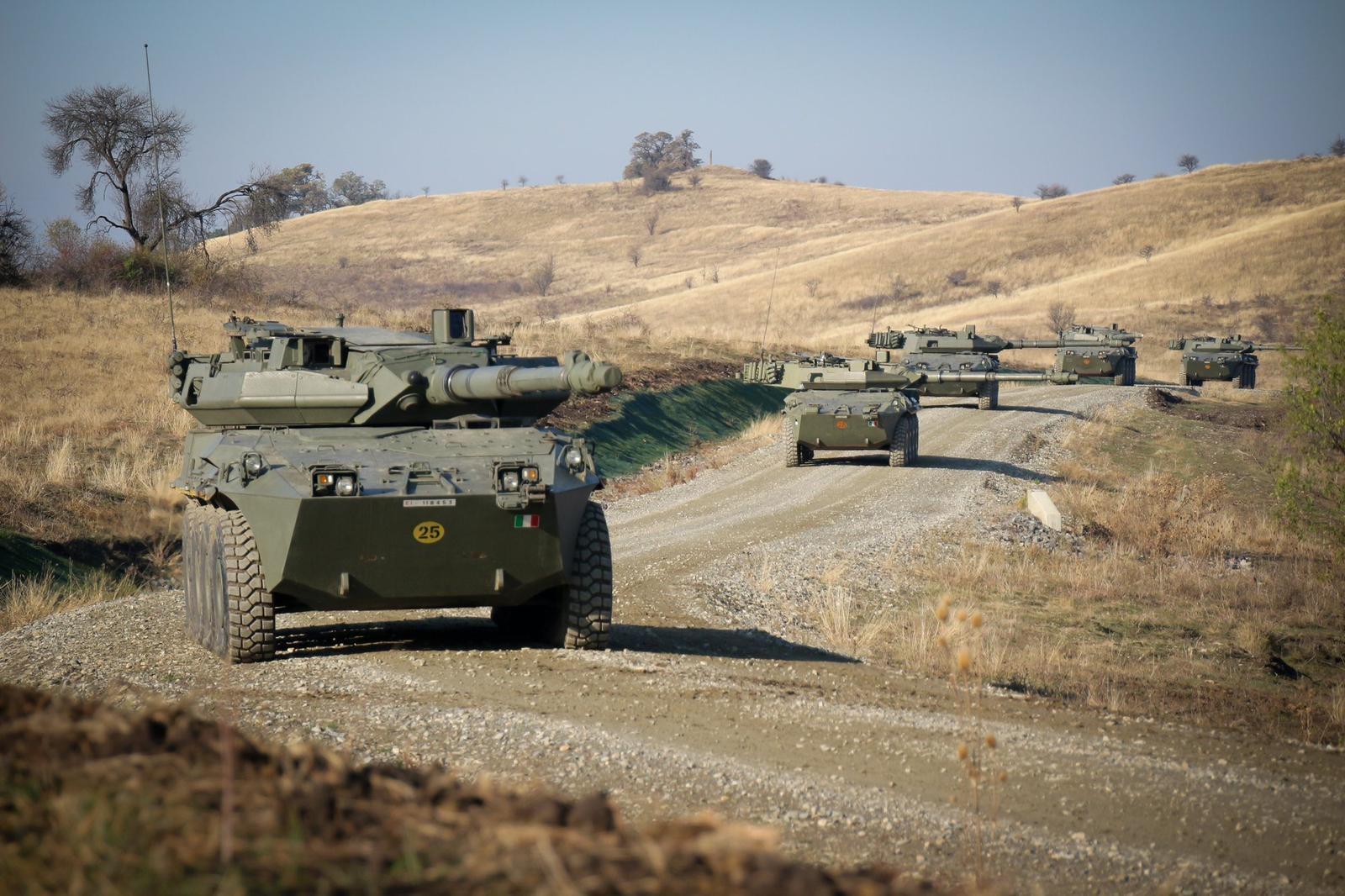
Kavallerie-Einheit auf Centauro (2019)

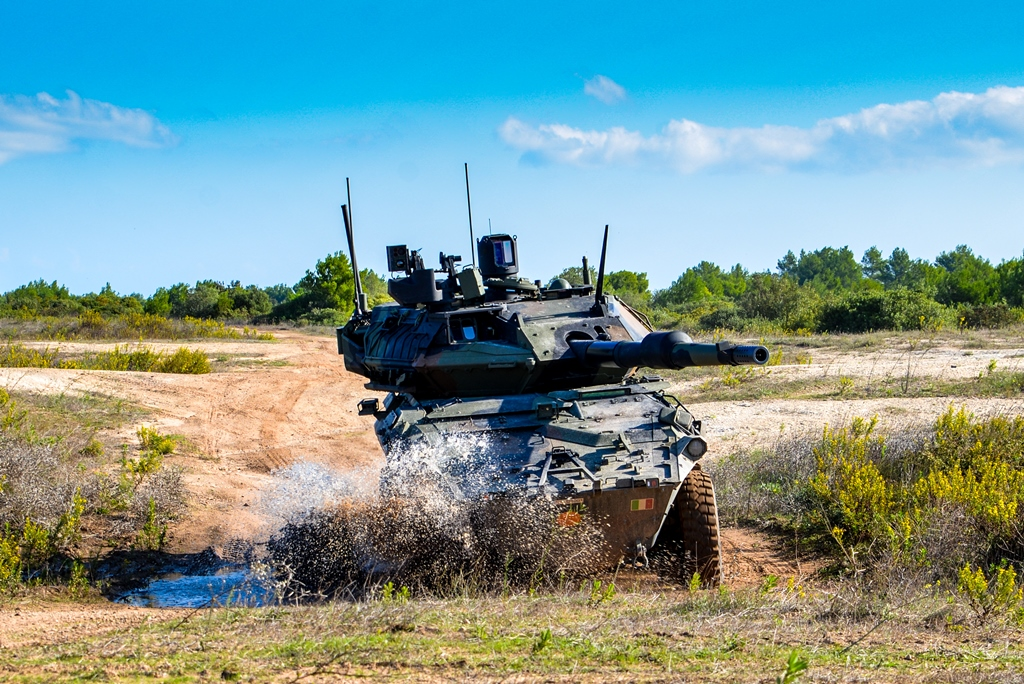
Centauro 2 bei Geländefahrt (2021)

- Centauro B1: Standardversion mit 105-mm-L/52-Bordkanone mit 40 Patronen.
- Centauro B1T: verlängerte Wanne für 4-Mann-Aufklärungstrupp (von den Centauros des italienischen Heeres sind 150 in dieser Konfiguration).
- Centauro VBC: Schützenpanzer, 3+8 Mann, 25-mm-Bordkanone (630 Fahrzeuge bestellt: neue Bezeichnung für diese Version ist Freccia).
- Centauro 2: Version mit Zusatzpanzerung sowie verbessertem Minenschutz an der Wannenunterseite. Mit neuem HITFACT-2-Waffenturm mit neuen Optiken, Nachtsichtgeräten, Laserentfernungsmesser, verbesserter Feuerleitanlage und 120-mm-L/45-Bordkanone mit 31 Patronen, V8-Motor Iveco Vector sowie fernbedienbarer Waffenstation mit einem 12,7-mm-Maschinengewehr auf dem Turm.[2][3]
- Centauro 155/39 (Porcupine): Panzerhaubitze mit einem 155-mm-L/39-Geschütz mit 15 Geschossen.[4]
- Centauro 76/62 (Draco): Flugabwehrpanzer mit dem 76-mm-Schiffsgeschütz 76/62 Compact.[5]
- Centauro SIDAM: Flugabwehrpanzer mit SIDAM-25-Waffenturm mit vier 25-mm-Maschinenkanonen. (1 Exemplar zu Erprobungszwecken)
- Raketenjagdpanzerversion mit Panzerabwehrraketen (1 Exemplar zu Erprobungszwecken)
- 120-mm-Mörser-Träger (1 Exemplar zu Erprobungszwecken; heute auf Centauro VBC/Freccia)
- Kommandofahrzeug (2 Exemplare zu Erprobungszwecken)
- Bergepanzer (geplant)

Für die B1-Centauros hat das italienische Heer 2005 ROMOR-A-Reaktivpanzerungskits beschafft. Auch die Fahrzeuge der spanischen Armee wurden mit einer Zusatzpanzerung ausgestattet.

## Einsatzländer
- Brasilien
  - 98 Centauro 2 im November 2022 als Ersatz für den Leopard 1 bestellt.[6][7]

- Italien
  - 400 Centauro B1T, davon rund 259 im Truppendienst.[8]:118
  - 122 Centauro 2 (in Auslieferung)[9]

- Jordanien
  - 141 modernisierte B1 Centauro aus Beständen des italienischen Heeres[8]:358

- Oman
  - 9 Centauro 2[8]:370

- Russland
  - 12 Centauro B1 und Centauro 2 wurden zwischen 2011 und 2012 von den Streitkräften Russlands für Trainingszwecke geleast.[10][11]

- Spanien
  - 88 Centauro B1[8]:146

- Vereinigte Staaten
  - 16 Centauro B1 wurden zwischen 2000 und 2002 von den United States Army für Trainingszwecke geleast.[12]